# Acacia wattsiana
Acacia wattsiana är en ärtväxtart som beskrevs av George Bentham. Acacia wattsiana ingår i släktet akacior, och familjen ärtväxter. Inga underarter finns listade i Catalogue of Life.